# إسبين بيرنتسين
إسبين بيرنتسين (بالنرويجية: Espen Berntsen)‏ (مواليد 12 مايو 1967) حكم كرة قدم نرويجي . بدأ مسيرته التحكيمية في سنة 1990 . قرر الاتحاد الدولي لكرة القدم اعتماده حكما دوليا في سنة 2002 .